# Herman Wedel-Jarlsberg
Pour les articles homonymes, voir Wedel (homonymie) et Jarlsberg (homonymie).

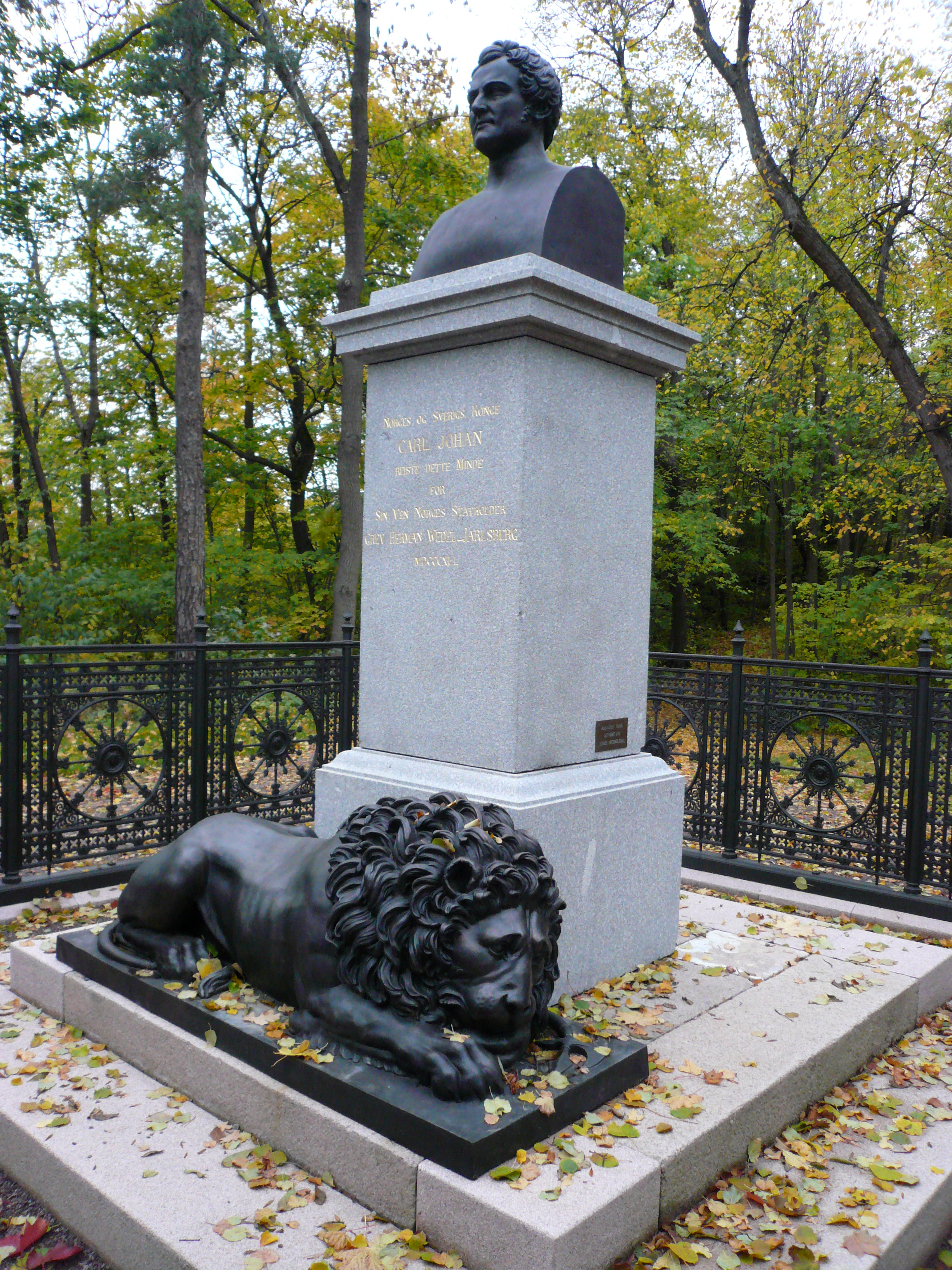
Monument dédié à Herman Wedel-Jarlsberg.

Johan Caspar Herman Wedel-Jarlsberg, né le 21 septembre 1779 à Montpellier et mort le 27 août 1840 à Wiesbaden, est un homme d'État et un comte norvégien.
Il joue un rôle actif dans l'assemblée constituante norvégienne à Eidsvoll en 1814, laquelle sera à la base de la constitution norvégienne de 1814. Par la suite, il devient le gouverneur général de Norvège auprès du roi de Suède de 1836 à 1840, et le premier Norvégien à occuper ce poste.